# Calycopis caesaries
Calycopis caesaries is een vlinder uit de familie van de Lycaenidae. De wetenschappelijke naam van de soort werd als Thecla caesaries in 1907 gepubliceerd door Hamilton Herbert Druce.